# Церква Архангела Михаїла (Бінарова)

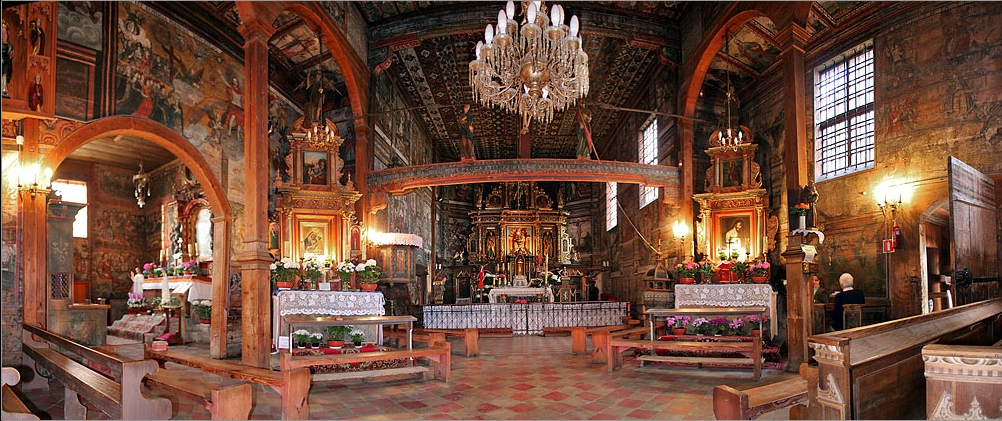
Загальний вигляд інтер'єру

Церква св. Архангела Михаїла в Бінаровій — римо-католицький парафіяльний костел приблизно з 1500 року, розташований у селі Бінарова в Малопольському воєводстві.
Він розташований на шляху дерев'яної архітектури Малопольського воєводства і вважається одним із найцінніших дерев'яних пізньоготичних костелів у Польщі та Європі.
5 липня 2003 року її разом з іншими дерев'яними церквами південної Малопольщі було включено до Списку світової спадщини ЮНЕСКО, що було обґрунтовано таким чином: гармонійне поєднання історичних, архітектурних і мистецьких цінностей, найцінніша поліхромія серед усіх дерев'яних. костелів у Малопольщі.

## Історія
Про існування дерев'яного парафіяльного костелу в Бінарові повідомляє документ 1415 року, його функціонування підтверджує Ян Длугош на межі третьої та четвертої чверті XV століття. Костел згорів наприкінці XV ст. Нині існуючий храм був побудований близько 1500 року. Коли саме вона була посвячена та освячена, невідомо. Протягом наступних століть було проведено ряд консерваційних робіт, щоб зберегти цю споруду в найкращому стані:
- у 1596 р. до нави прибудовано вежу;
- на початку XVI століття ктиторська поліхромія розписана майже в усьому інтер'єрі храму; зовнішні стіни також були вкриті розписом;
- у 1602—1608 роках церква збагатилася дзвіницею;
- у 1641—1650 роках храм ґрунтовно переобладнали: до нави прибудували каплицю Ангелів-охоронців, вежа отримала нове завершення, перебудували хори, розширили віконні прорізи, зробили нову поліхромію стін;
- у 1655 р. створено поліхромію в каплиці Ангелів-Охоронців;
- 1844 р. — капітальний ремонт костелу, включно з убранством; Знесено суботи, які були збудовані до 1601 року;
- у 1890—1908 рр. проводилися роботи з укріплення церкви, яка була в занепаді та значно ослаблена конструктивно, що значно пошкодило, зокрема, храм, змінивши перекриття даху (ґонту замінено на металеву), гонтову опалубку стін замінено опалубкою, а арки в наві підперто стовповими аркадами;
- реконструйовано у 1953—1956 та 1967 роках;
- в 1990-х роках. були проведені ремонтні роботи для відновлення первісного вигляду церкви. Серед іншого замінено ґонтове покриття стін; у 1998 році реконструйовано первісну форму вежі; на початку 2000-х відремонтовано кріплення даху та замінено дах на ґонт;
- У 2010—2012 роках всередині храму проводились ремонтні роботи (зокрема замінено підлогу), спрямовані на ліквідацію руйнувань, завданих повінню 2010 року.

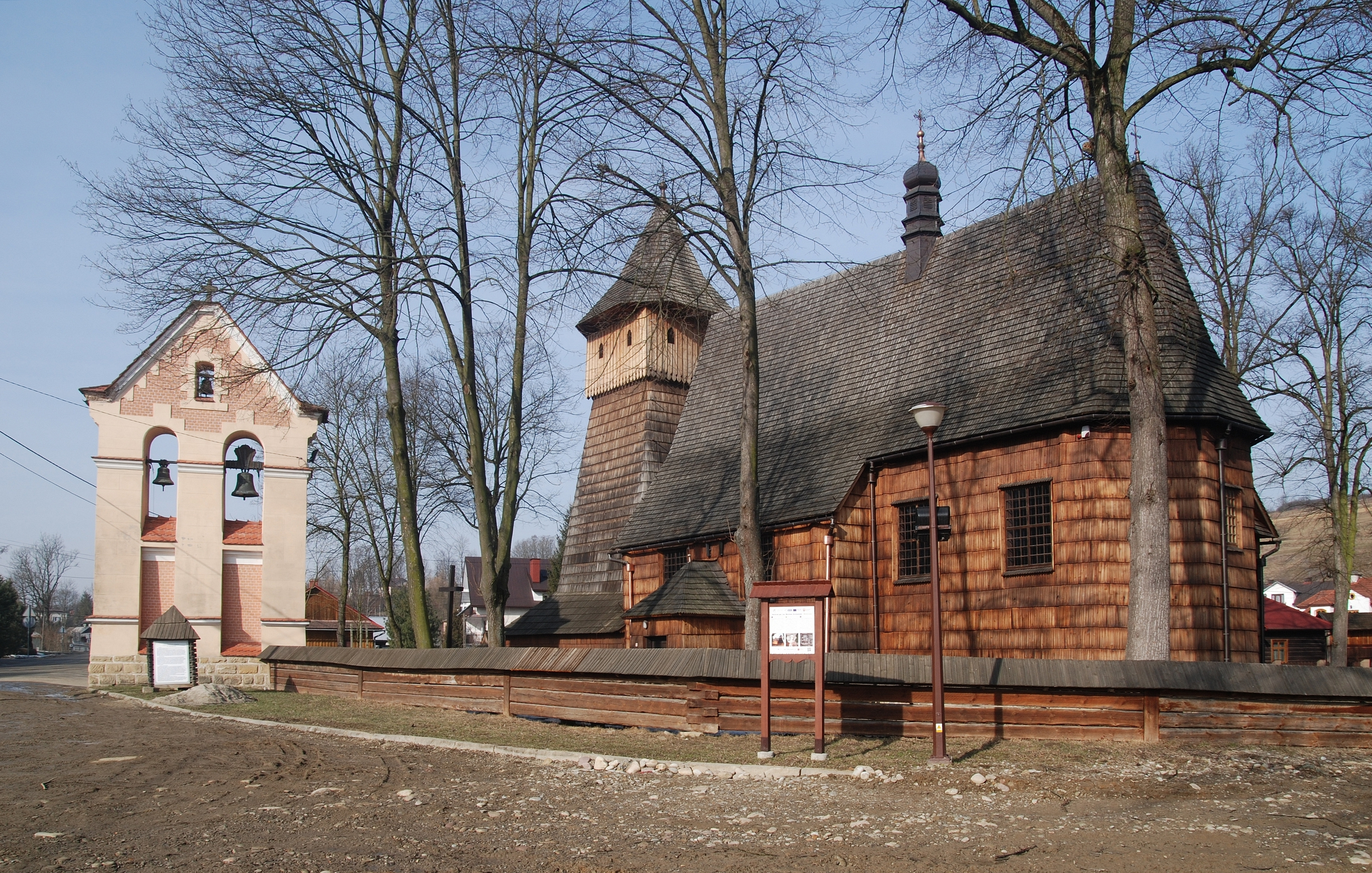
Вигляд з південного сходу
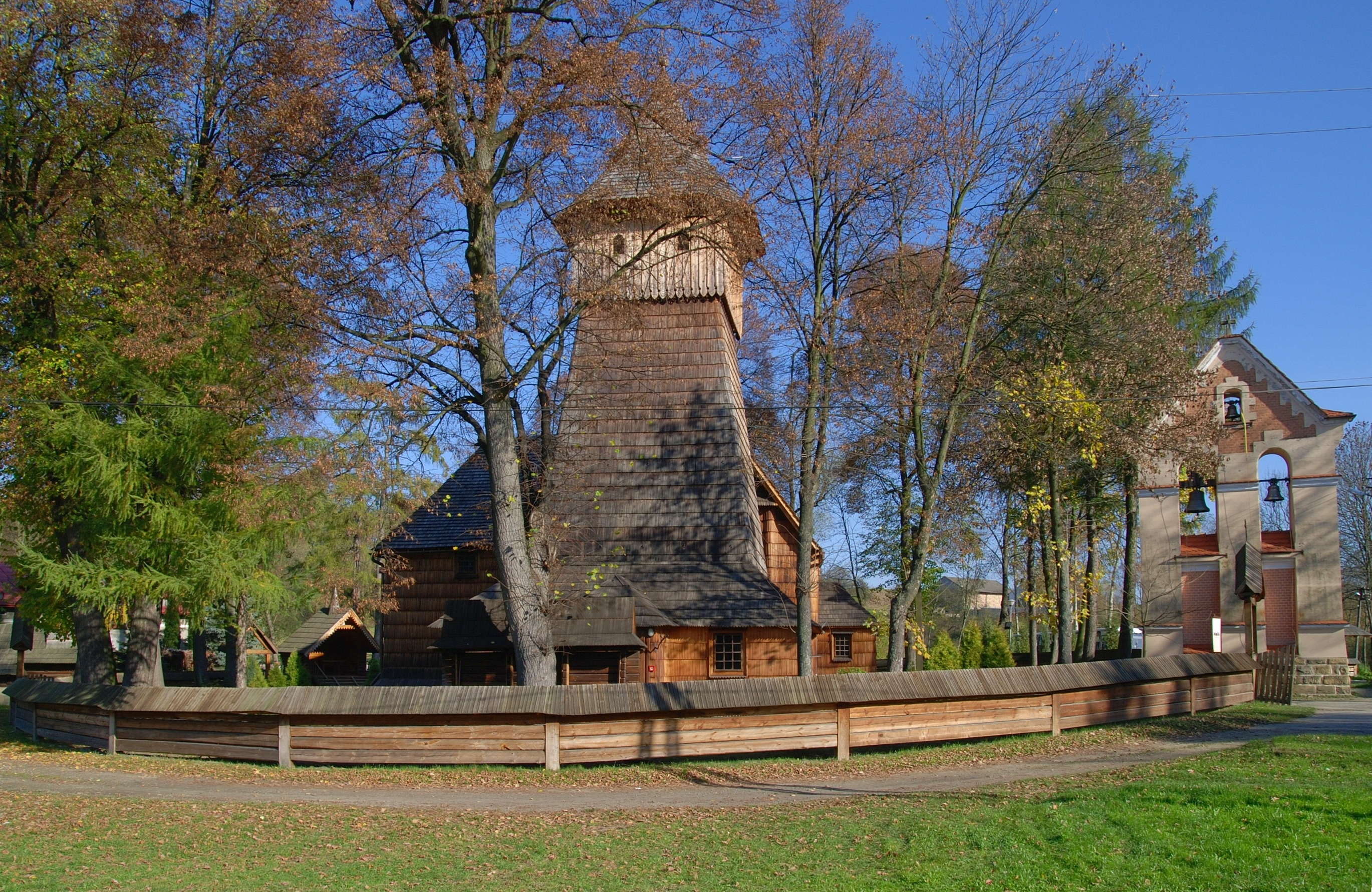
Вигляд із заходу
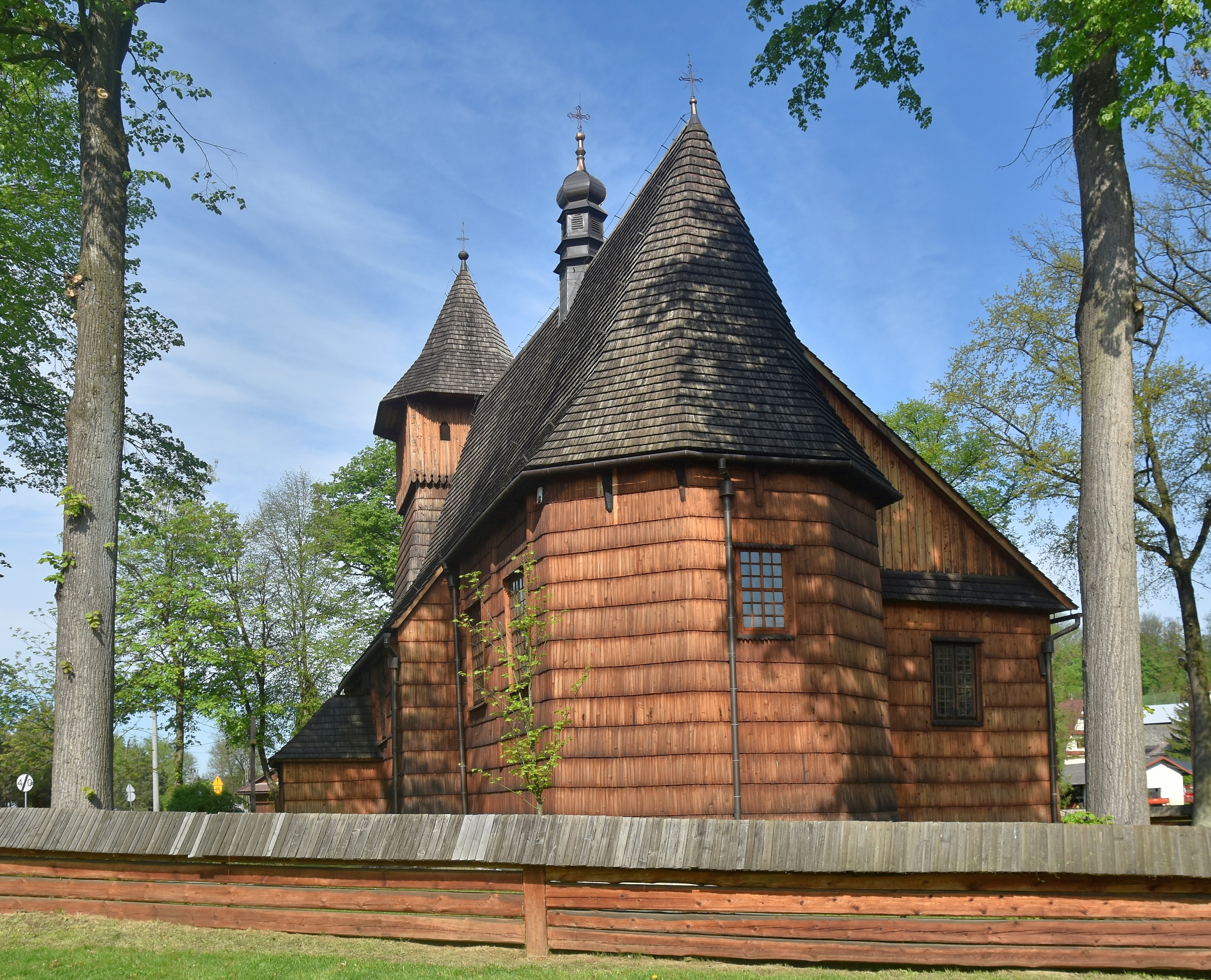
Вигляд зі сходу
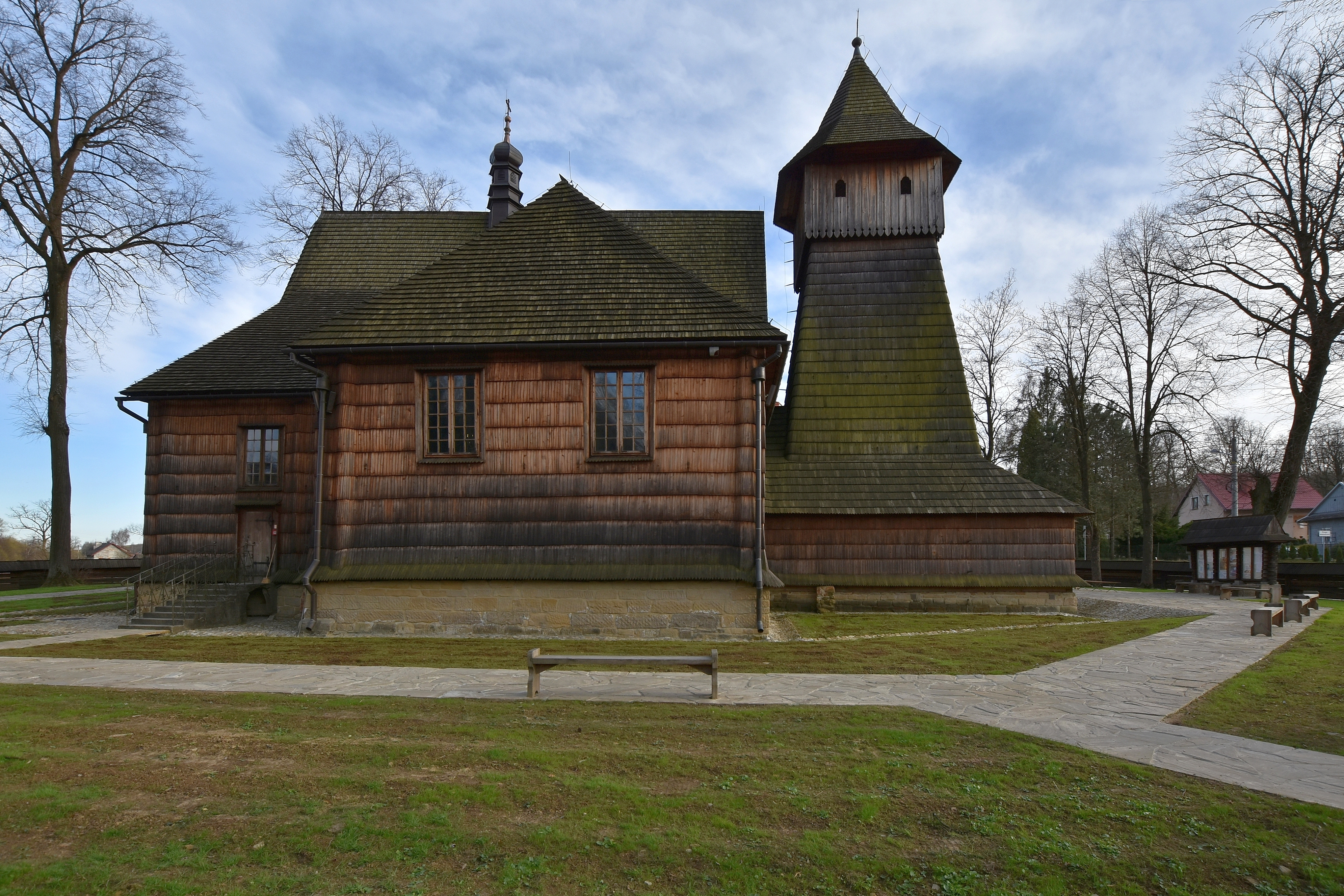
Вид з півночі
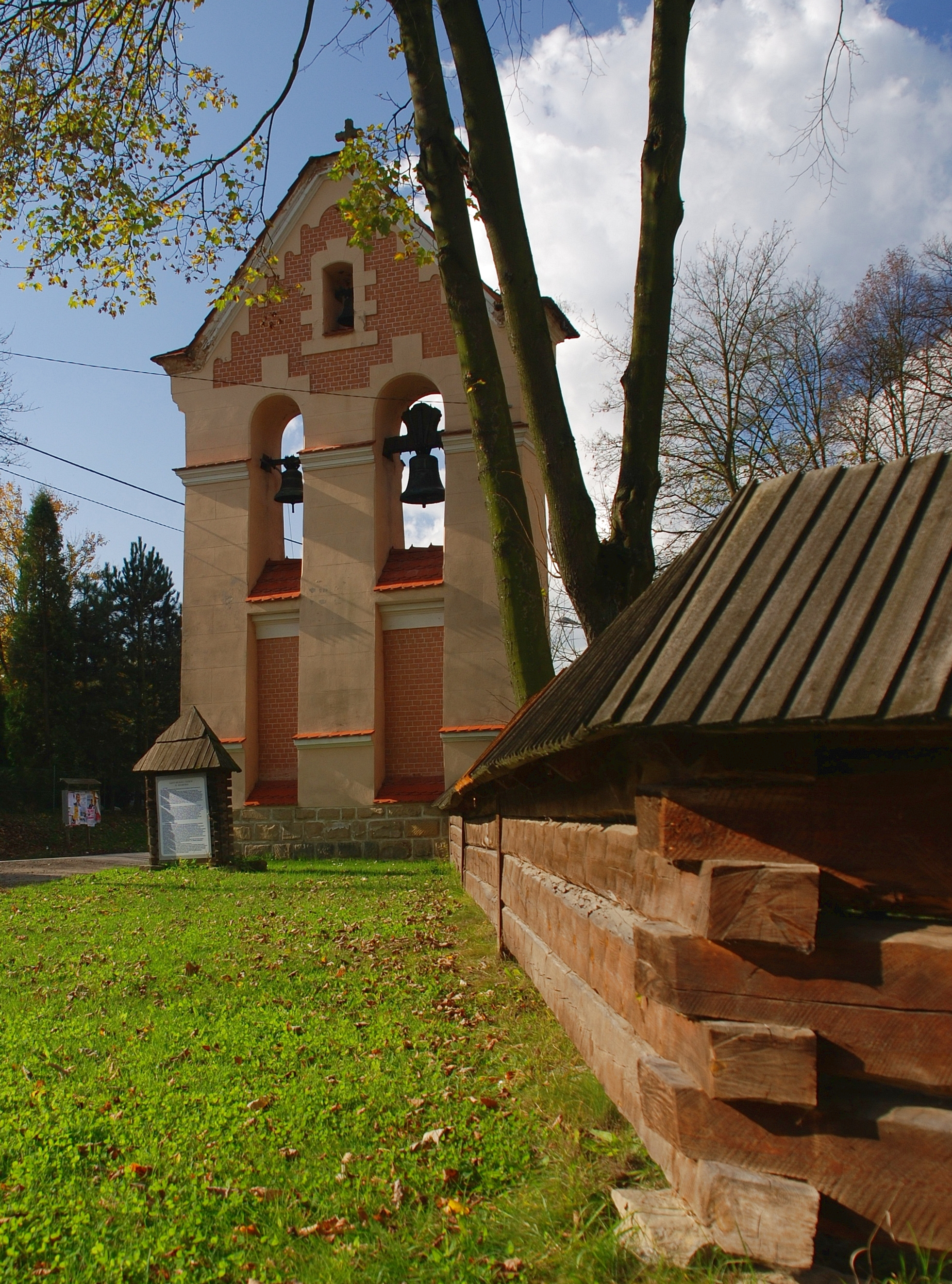
Дзвіниця та огорожа
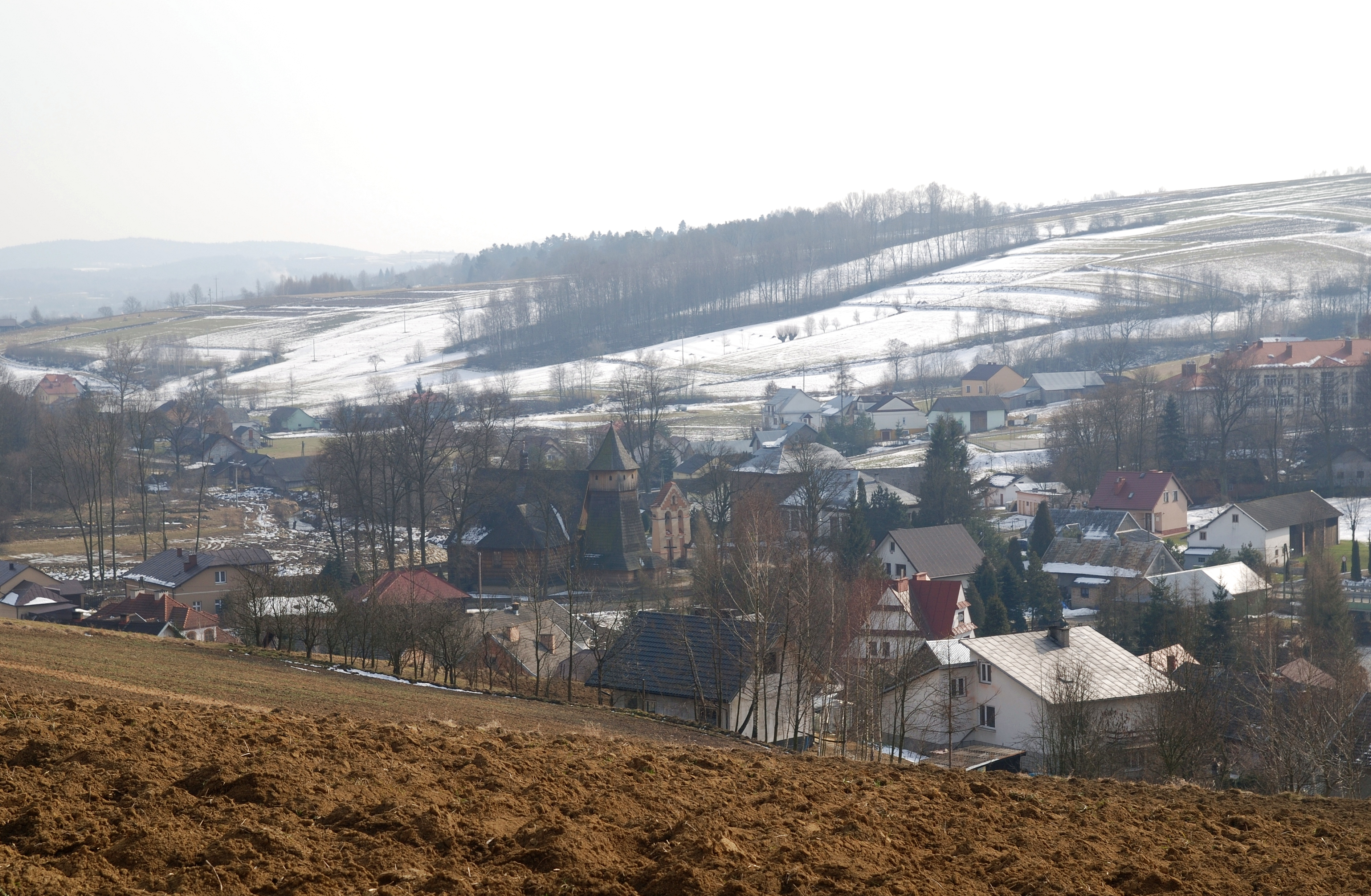
Загальний вигляд
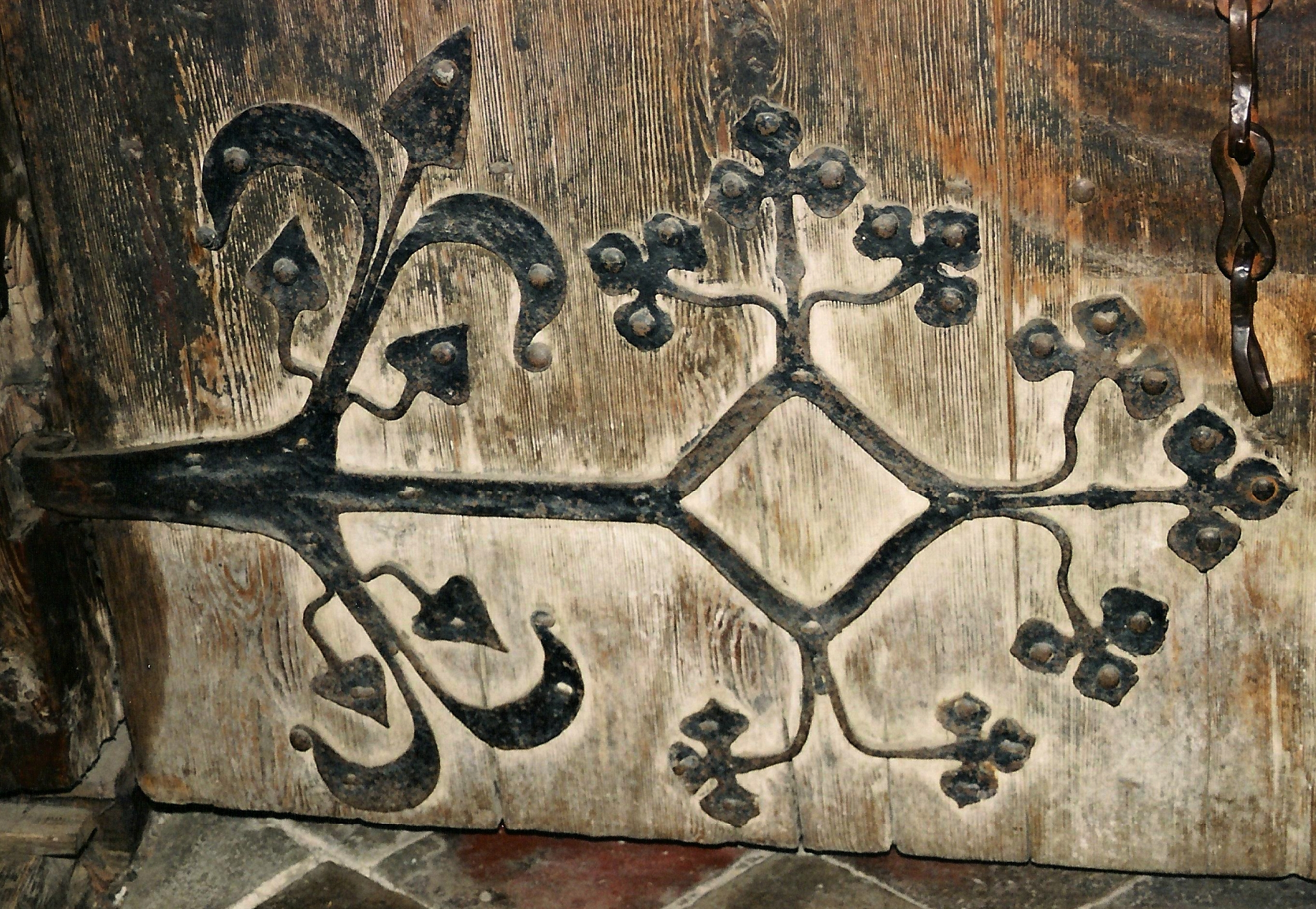
Декоративна кована петля

## Архітектура та оздоблення
Церква орієнтована, зрубна з ялиці, однонавна, із заходу прибудована вежа. До майже квадратної нави примикає вужчий, прямокутний у плані пресбітерій, замкнутий із трьох боків зі сходу з прибудованою з півночі ризницею. З півночі до нави прибудовано велику каплицю Ангелів-Охоронців, а з півдня — притвор. Вежа посткаркасної конструкції, зі стінами, що сильно звужуються до верху, з навислою ізбицею, увінчаним пірамідальним шатром. Під вежею є просторий вестибюль. Це найстаріша з відомих дерев'яних церковних веж. Нава та пресбітерій вкриті односкатним дахом з кроквяно-поясовою конструкцією із дзвіницею.
Внутрішнє оздоблення храму перекрите пласкими стелями, у наві арками, що спираються на дерев'яні стовпи з аркадами. Весь інтер'єр, з найменшими архітектурними деталями, прикрашений чудовою поліхромією: на стелях — пізньоготичний святий покровитель із рослинними мотивами (його творець підписав ініціали МКБ і стилізовану торгову марку), на стінах — барокові образи. циклів, а в каплиці — фігурно-орнаментальними мотивами. У наві, каплиці та захристії над цими приміщеннями підвішені музичні хори. У костелі є орган ХІХ ст., збудований, найімовірніше, Станіславом Яніком із Кросна.
До найстарішого та найціннішого церковного убрання, також із попередніх храмів, належать:
- готична скульптура Діви Марії з немовлям близько 1380 року та чотири барельєфи Пресвятих Богородиць: Варвари, Дороті, Катерини та Маргарити приблизно 1410 року (залишки вівтаря Чотирьох Пресвятих Дів)[1]
- фігура Діви Марії з немовлям приблизно 1425—1430 років у головному вівтарі
- розп'яття близько 1525 року
- кам'яна купіль першої третини XVI ст.
- декоративна готична ковальська фурнітура на дверях, що ведуть із притвору до нави

Із 17 століття походять, серед інших:
- великий головний вівтар початку XVII ст., створений за зразком головного вівтаря з парафіяльного костелу в Бєчі зі скульптурою св. Архангела Михаїла у фіналі,
- два бічні вівтарі в наві; північний із культовим зображенням Богоматері Піщаної,
- Група пристрастей на готичній балці,
- багато різьблені лави,
- сповідальні, вкриті розписом,
- трон святителя,
- кафедра.

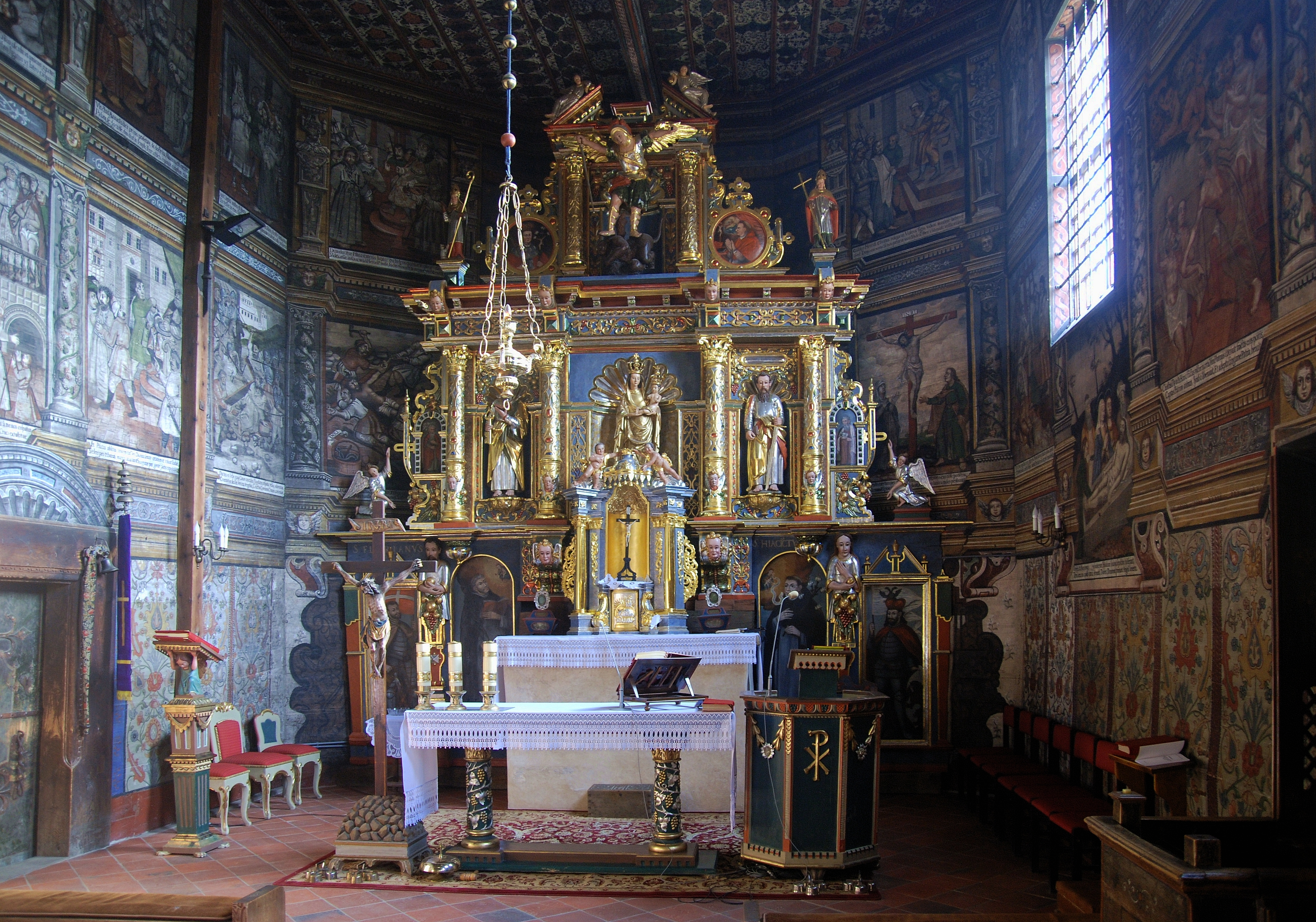
Головний вівтар
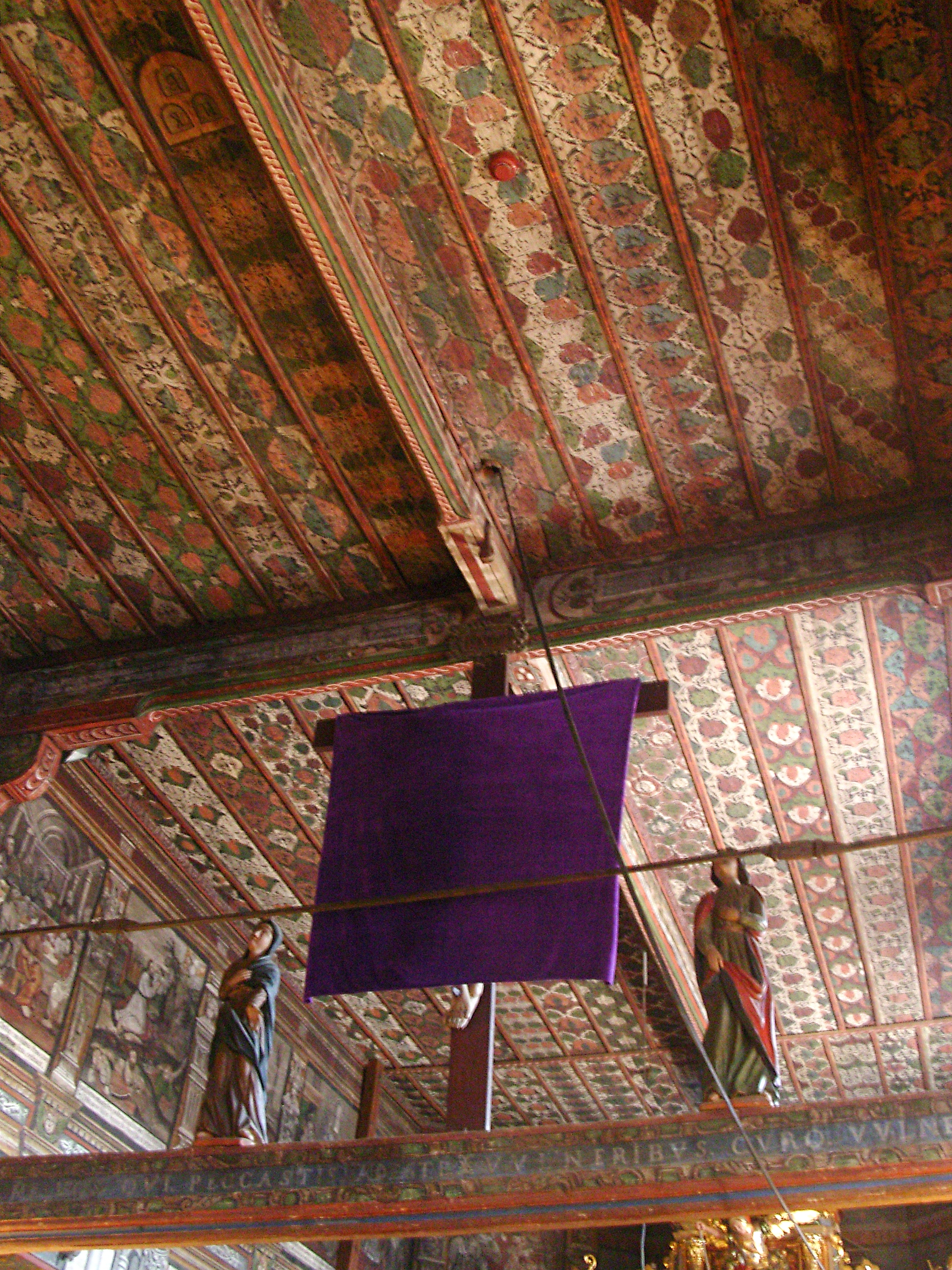
Поліхромна стеля
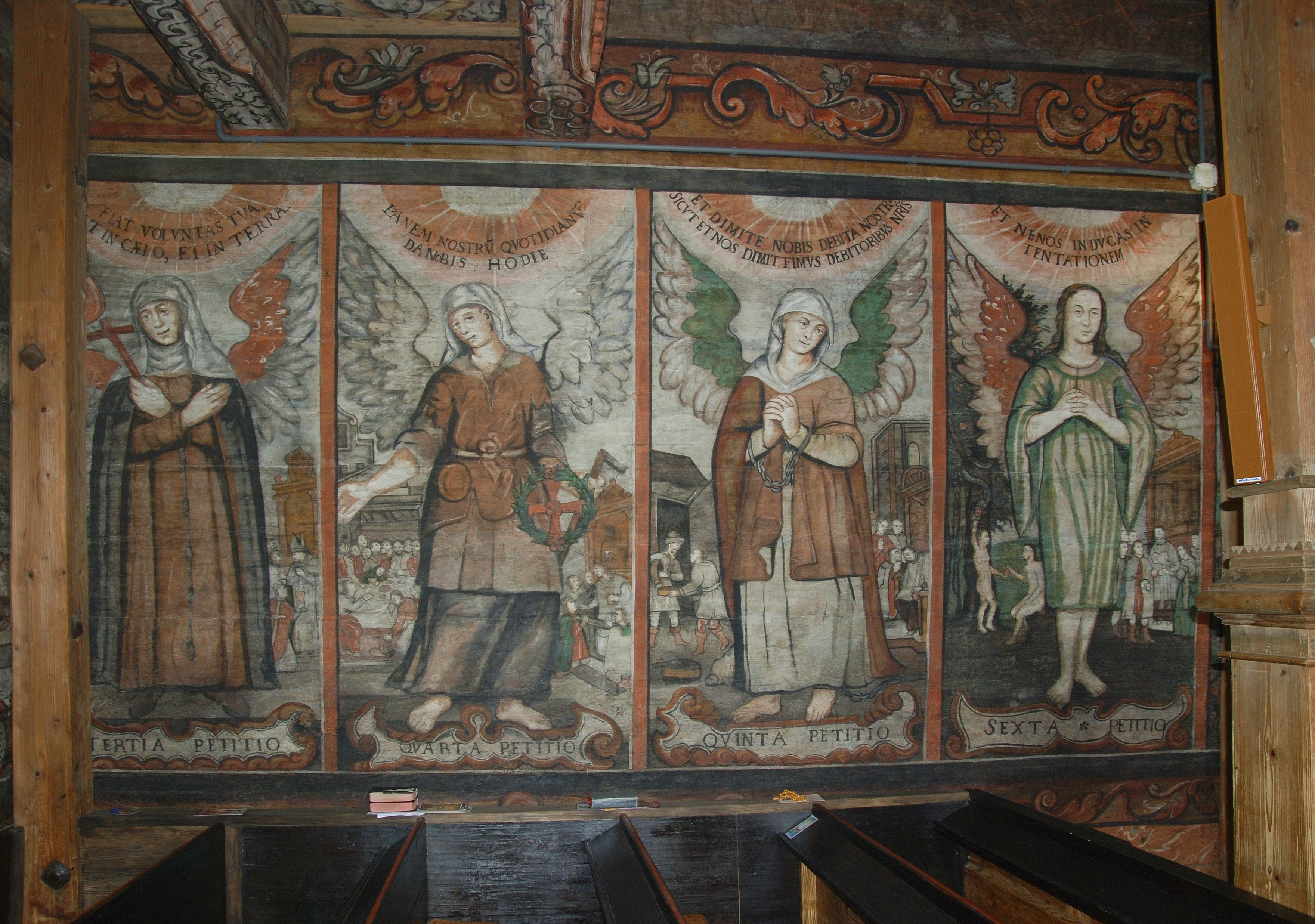
Поліхромні стіни
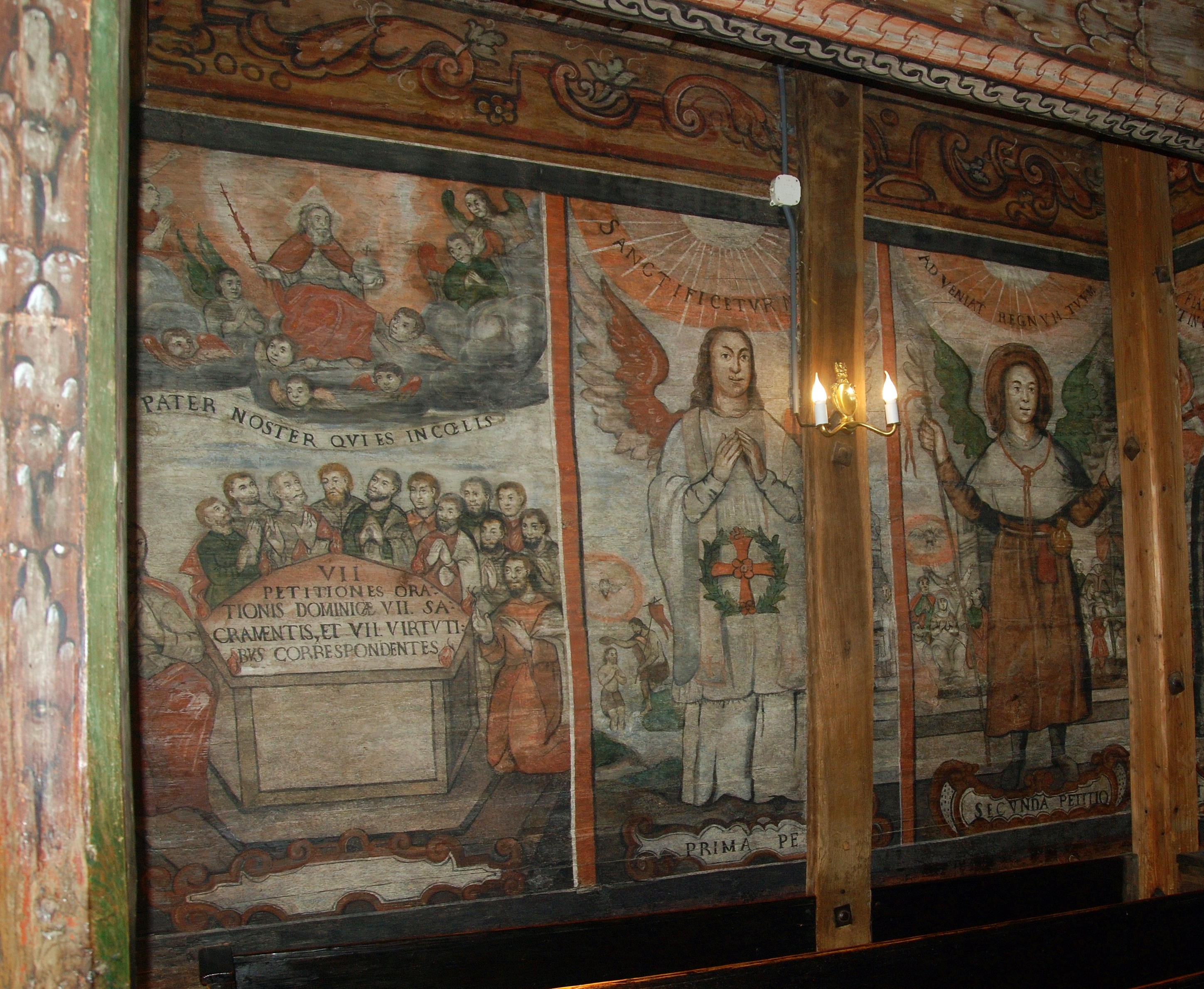
Поліхромні стіни
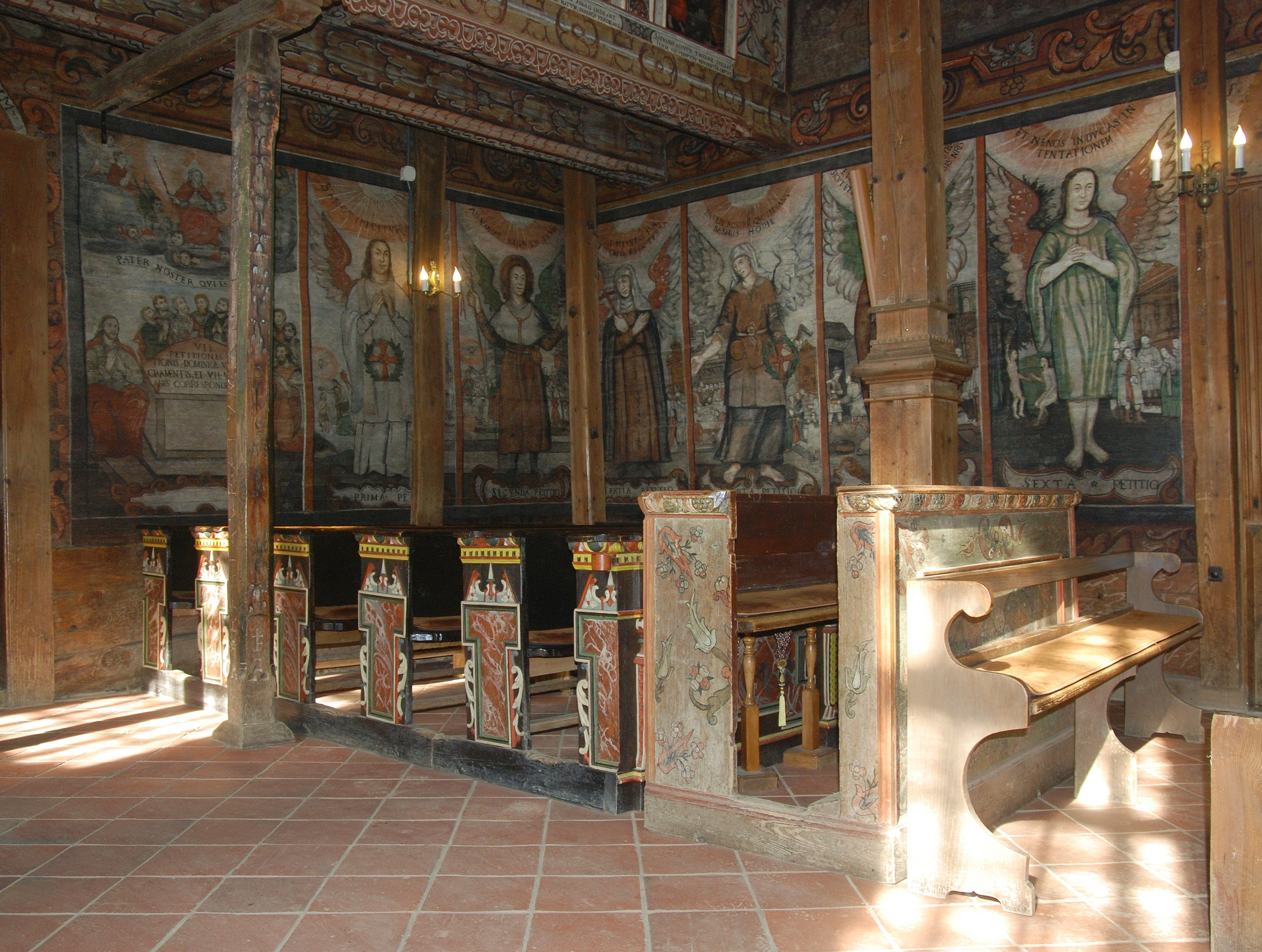
Лавки
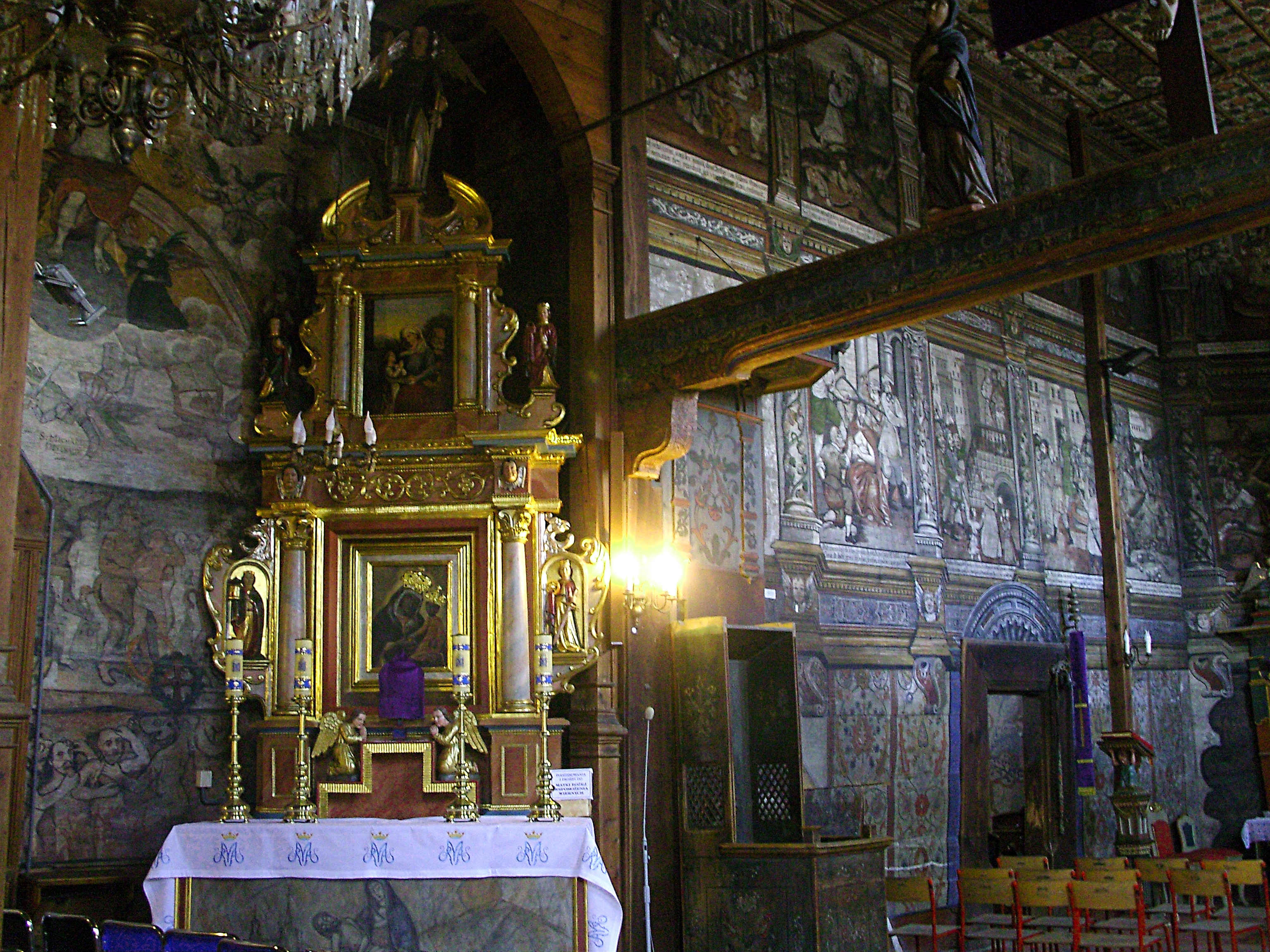
Бічний вівтар Матері Божої Пяскової

## Околиці церкви
Церква була огороджена дерев'яним парканом у 19 столітті. У 1898 р. поруч із нею споруджено цегляну двопрохідну екрановану дзвіницю з оштукатурено-цегляною фактурою стін. У ній зберігаються три дзвони: один готичний 15 століття з мініатюрним написом і два 1960-х років. У 1956 та 1997 роках було відремонтовано огорожу та дзвіницю.

## У культурі
Унікальність костелу в Бінарові надихнула Мирона Бялошевського на написання у 1956 році поетичного твору, присвяченого храму, під назвою Стара пісня на Бінаровій.
Станіслав Виспянський зробив його ескіз у костелі.

## Виноски
1. 1 2 3 4  Binarowa Kościół pw. św. Michała Archanioła w Binarowej. www.drewniana.malopolska.pl.
2. ↑  Andrzej Laskowski, Adam Organisty, Drewniany kościół pw. św. Michała Archanioła w Binarowej, Rzeszów 2004, s. 7.